# Gary Heidnik
Gary Michael Heidnik (ur. 22 listopada 1943, zm. 6 lipca 1999) – amerykański morderca i gwałciciel, który dokonywał porwań kobiet, a następnie przetrzymywał je w piwnicy swojego domu w Filadelfii, w stanie Pensylwania, gdzie pastwił się nad nimi w okrutny sposób. Zamordował dwie kobiety, z sześciu, które uprowadził.

## Życiorys
Heidnik urodził się w rodzinie Michaela i Ellen Heidników i dorastał na przedmieściach Cleveland, w Eastlake w stanie Ohio. Miał młodszego brata imieniem Terrence, który przyszedł na świat 24 maja 1945 r. Michael Heidnik był wybuchowym mężczyzną, który często bił swoją małżonkę. Gdy Gary miał dwa lata, jego rodzice rozwiedli się, a potem on wraz z bratem byli wychowywani przez ojca, który stosował wobec nich przemoc psychiczną i surowe kary. Pomimo to Gary był pojętny i miał dobre oceny w szkole, jego IQ podobno wynosiło ponad 130 punktów. 
Gdy dorósł, został pielęgniarzem i wstąpił na uniwersytet. Rzucił studia po pół roku, a ze szpitala zwolniono go za bycie niemiłym i agresywnym w stosunku do pacjentów. Później kilkakrotnie lądował w szpitalach psychiatrycznych. W ciągu całego swojego życia popełnił 13 prób samobójczych. W 1985 roku, poślubił Betty Disto, którą poznał za pośrednictwem biura matrymonialnego. Kobieta opuściła go kilka miesięcy później, oskarżając o znęcanie się.

## Zbrodnie
Po opuszczeniu przez żonę Gary popadł w zupełny obłęd. W ciągu trzech miesięcy uprowadził 5 czarnoskórych kobiet i uwięził je w piwnicy. Wszystkie były regularnie bite, torturowane i gwałcone. Gdy jedna z kobiet zmarła, Heidnik starannie zmielił jej ciało, wymieszał z psią karmą i podał do zjedzenia pozostałym przetrzymywanym kobietom. Skazany za te zbrodnie na karę śmierci poprzez wstrzyknięcie trucizny. Wyrok wykonano.

## Ofiary Heidnika
| Lp. | Ofiara            | Wiek | Data porwania     | Data morderstwa |
| --- | ----------------- | ---- | ----------------- | --------------- |
| 1.  | Josefina Rivera   | 25   | 26 listopada 1986 | przeżyła        |
| 2.  | Sandra Lindsay    | 24   | 3 grudnia 1986    | 7 lutego 1987   |
| 3.  | Lisa Thomas       | 19   | 23 grudnia 1986   | przeżyła        |
| 4.  | Deborah Dudley    | 23   | 2 stycznia 1987   | 22 marca 1987   |
| 5.  | Jacqueline Askins | 17   | 8 stycznia 1987   | przeżyła        |
| 6.  | Agnes Adams       | 24   | 19 marca 1987     | przeżyła        |